# Jassa carltoni
Jassa carltoni is een vlokreeftensoort uit de familie van de Ischyroceridae. De wetenschappelijke naam van de soort is voor het eerst geldig gepubliceerd in 1990 door Conlan.